# Jordan Holsgrove
Jordan William Holsgrove (Edimburgo, 10 settembre 1999) è un calciatore scozzese, centrocampista dell'Estoril Praia.

## Caratteristiche tecniche
È un centrocampista centrale.

## Carriera

### Club
Cresciuto nel settore giovanile del Reading, nel 2019 viene ceduto in prestito all'Atlético Baleares dove debutta il 22 settembre in occasione dell'incontro di Segunda División B vinto 1-0 contro il Pontevedra.
Il 10 settembre 2020 passa a titolo definitivo al Celta Vigo, che inizialmente lo aggrega alla propria squadra B; il 5 gennaio 2021 debutta in prima squadra subentrando nella ripresa del match perso 5-2 contro l'Ibiza, trovando subito la via del gol.

### Nazionale
Ha giocato nelle nazionali giovanili scozzesi Under-17, Under-19, Under-20 ed Under-21.

## Statistiche
Statistiche aggiornate al 24 agosto 2022.

### Presenze e reti nei club
| Stagione            | Squadra             | Campionato          | Campionato | Campionato | Coppe nazionali | Coppe nazionali | Coppe nazionali | Coppe continentali | Coppe continentali | Coppe continentali | Altre coppe | Altre coppe | Altre coppe | Totale | Totale | Totale |
| Stagione            | Squadra             | Comp                | Pres       | Reti       | Comp            | Pres            | Reti            | Comp               | Pres               | Reti               | Comp        | Pres        | Reti        | Pres   | Reti   |        |
| ------------------- | ------------------- | ------------------- | ---------- | ---------- | --------------- | --------------- | --------------- | ------------------ | ------------------ | ------------------ | ----------- | ----------- | ----------- | ------ | ------ | ------ |
| 2019-2020           | Atlético Baleares   | SDB                 | 22         | 2          | CR              | 0               | 0               |                    | -                  | -                  |             | -           | -           | 22     | 2      |        |
| 2020-2021           | Celta Vigo B        | SDB                 | 11+5       | 0+2        |                 | -               | -               |                    | -                  | -                  |             | -           | -           | 16     | 2      |        |
| 2021-2022           | Celta Vigo B        | PDB                 | 35+1       | 4+0        |                 | -               | -               |                    | -                  | -                  |             | -           | -           | 36     | 4      |        |
| Totale Celta Vigo B | Totale Celta Vigo B | Totale Celta Vigo B | 52         | 6          |                 | -               | -               |                    | -                  | -                  |             | -           | -           | 52     | 6      |        |
| 2020-2021           | Celta Vigo          | PD                  | 5          | 0          | CR              | 1               | 1               |                    | -                  | -                  |             | -           | -           | 6      | 1      |        |
| 2021-2022           | Celta Vigo          | PD                  | 0          | 0          | CR              | 0               | 0               |                    | -                  | -                  |             | -           | -           | 0      | 0      |        |
| Totale Celta Vigo   | Totale Celta Vigo   | Totale Celta Vigo   | 5          | 0          |                 | 1               | 1               |                    | 0                  | 0                  |             | -           | -           | 6      | 1      |        |
| 2022-2023           | Paços Ferreira      | PL                  | 2          | 0          | CP+CdL          | -               | -               | UECL               | -                  | -                  |             | -           | -           | 6      | 1      |        |
| Totale carriera     | Totale carriera     | Totale carriera     | 81         | 8          |                 | 1               | 1               |                    | 0                  | 0                  |             | -           | -           | 82     | 9      |        |